# 여자의 시간
《여자의 시간》은 KBS 2TV에서 1991년 10월 26일부터 1992년 4월 26일까지 방영된 KBS 2TV 주말 드라마이다.
이 드라마는 방영 초반 시청률 20%대에 오르며 인기를 끌었으나 고집스러울 만큼 수채화 같은 투명함을 유지하며 고전적인 사랑의 모습을 묘사했었음에도 스토리 나열식의 지루한 진행이 라디오 드라마 같다는 지적을 받아왔다. 게다가 지나치게 주제를 강조하여 등장 인물들의 성격이 분명하게 드러나지 않았던 점이 드라마를 재미없게 만들었다는 지적이 있었고 결국 MBC 《사랑이 뭐길래》 앞에서 무너지는 수모를 겪었으며 곽근아가 분한 김선주 역에는 신애라 옥소리 등이 물망에 올랐다.

## 등장 인물
- 신구 : 서병익 역
- 김용림 : 최희순 역
- 이영하 : 정진형 역
- 김미숙 : 서정민 역
- 천호진 : 서정훈 역
- 곽근아 : 김선주 역
- 김소원
- 박주아
- 김인태
- 태민영 : 서정섭 역
- 양미경 : 조인숙 역
- 조명남
- 오미연
- 엄유신
- 김지영
- 이한위
- 최석구
- 전혜진 : 하윤미 역
- 손현주
- 송승환
- 송재호
- 정재순
- 윤성국
- 변성현 : 정민호 역
- 양미연